# Bruttezza

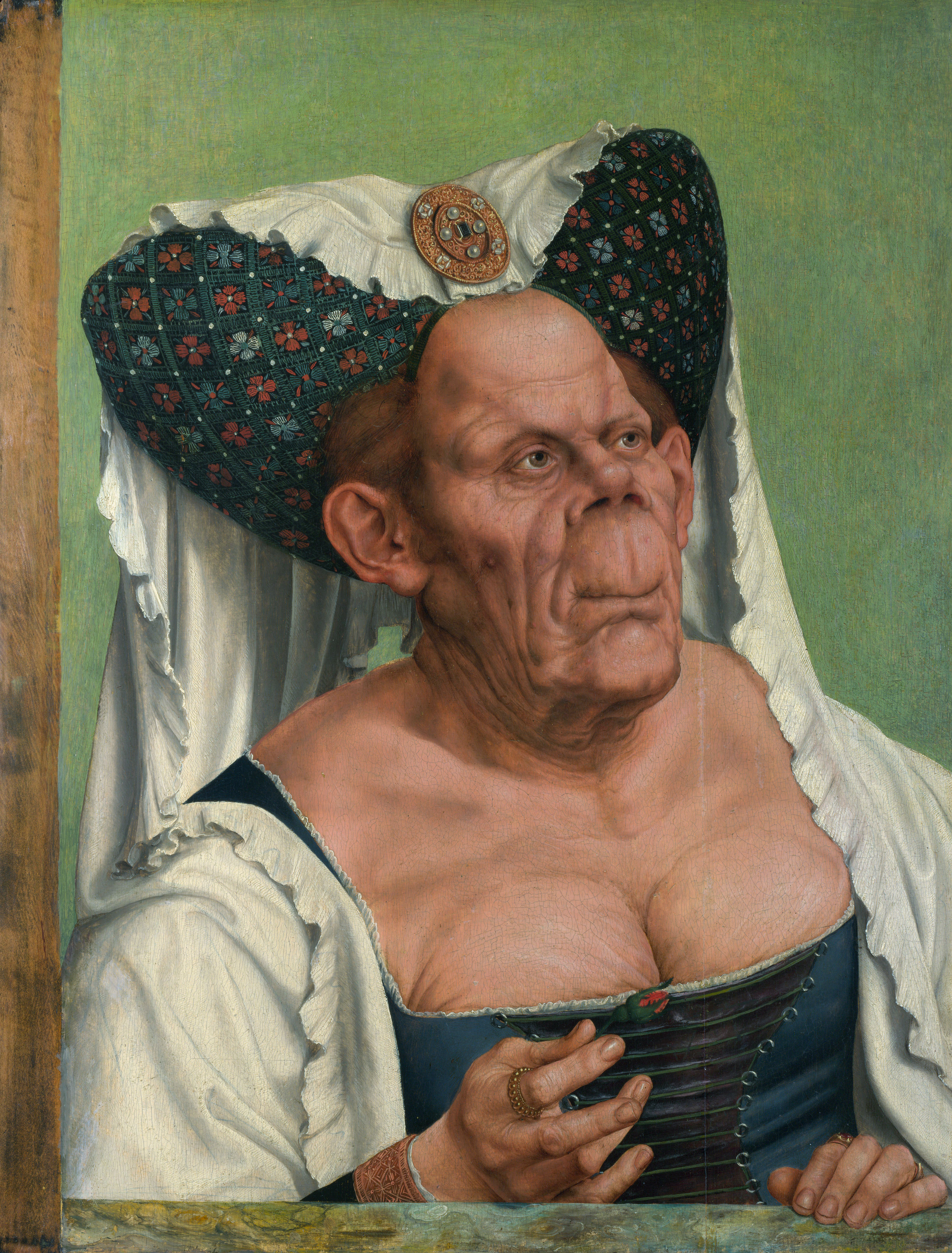
La Duchessa brutta, Quentin Matsys, 1513, National Gallery, Londra

Riferita a persona, cosa, animale o altra entità, la bruttezza (in opposizione alla bellezza) è la caratteristica di produrre un'impressione estetica spiacevole, per difetti, mancato rispetto di adeguate proporzioni, o altre ragioni.

## Bruttezza fisica

### Psicopatologia
Consistente nella preoccupazione patologica derivante dalla percezione di propri difetti estetici, immaginari o fortemente esagerati, la dismorfofobia causa, per poter essere diagnosticata, un significativo stress emotivo, o una forte menomazione del funzionamento sociale, occupazionale o di altre importanti aree del soggetto colpito.

### Bruttezza fisica nell'arte
Citando come esempi i disegni grotteschi di Leonardo da Vinci, nell'arte viene rappresentata la bruttezza come critica e satira sociale o politica, ma anche contro gli stessi canoni di bellezza.